# جيفرسون باتيستا
جيفرسون باتيستا (23 فبراير 1976 بساو باولو في البرازيل - ) هو لاعب كرة قدم برازيلي في مركز الهجوم. لعب مع أورالان إليستا وباوليستا وسبارتاك فلاديكافكاز وغوانغجو إفرغراند تاوباو وكووبيون بالوسيورا ونادي زيورخ ونادي سانت غالن ونادي غواراني ونادي فويفودينا ونادي فيتوريا ونادي كوريتيبا ونادي كورينثيانز ونادي نوشاتل زاماكس وفينبا ونادي إيتوانو ونادي موجي ميريم وإسبورتي بيلوتاس ‏ وNanjing Yoyo F.C. ‏.